# Rezervația naturală Zolonceni

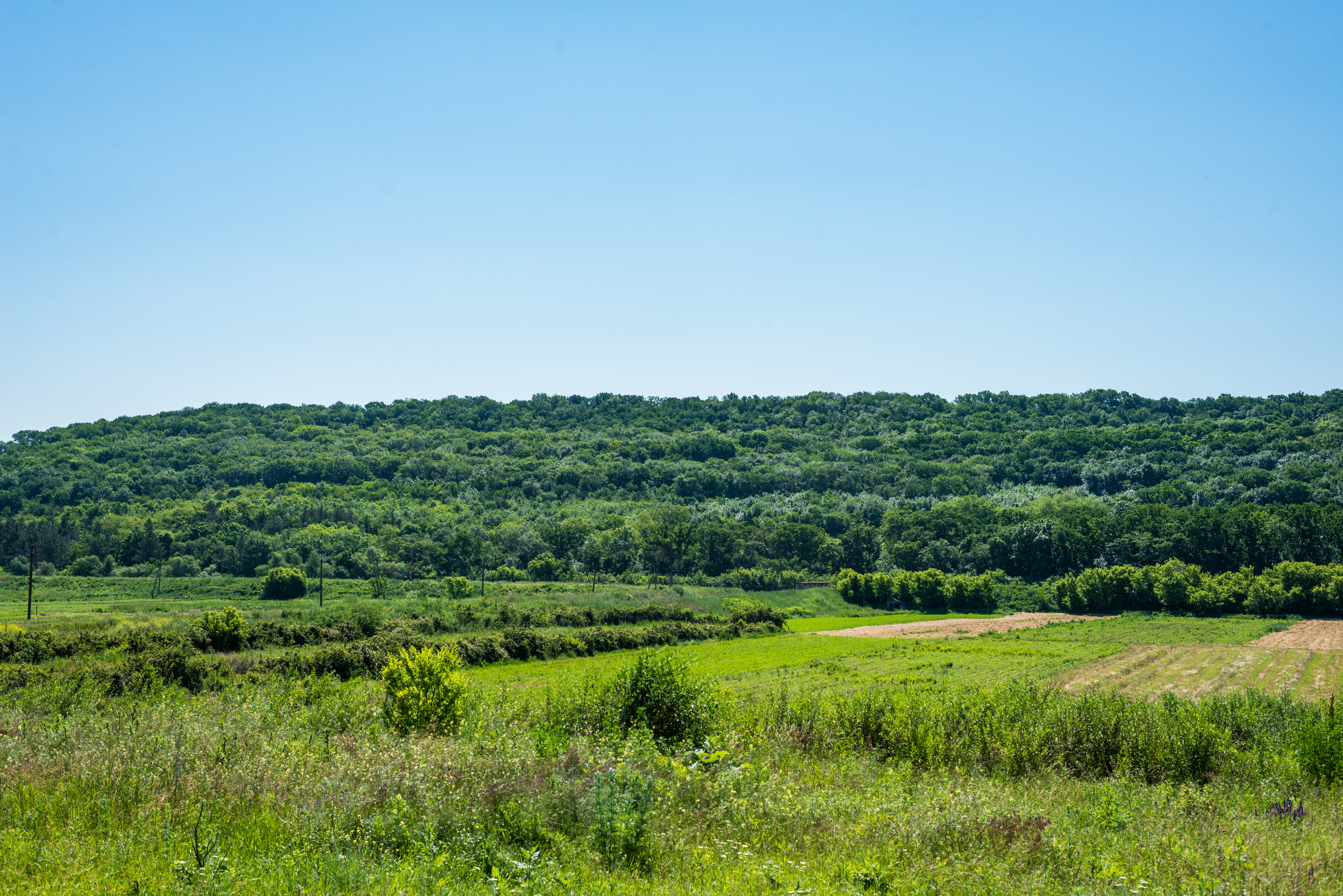
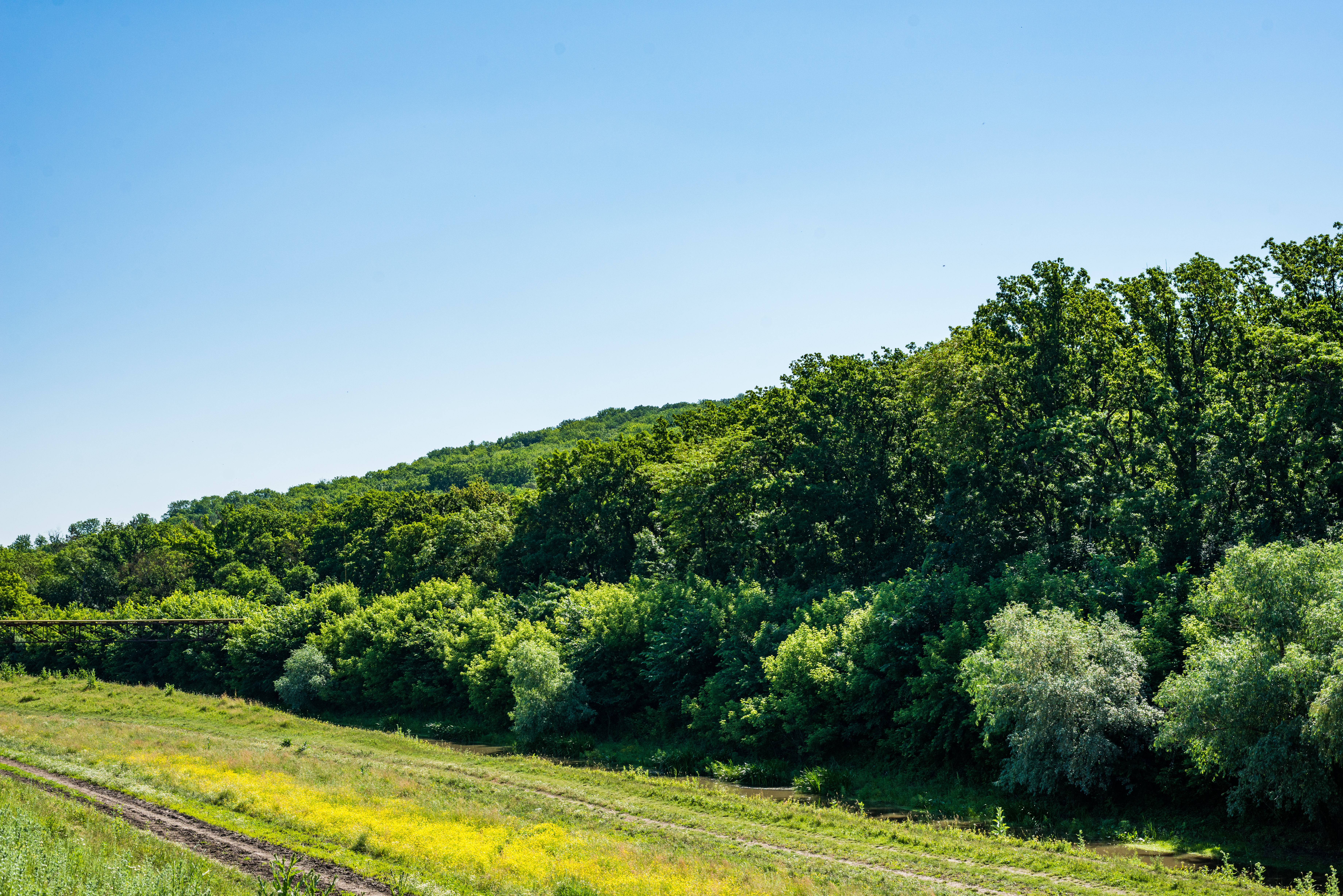
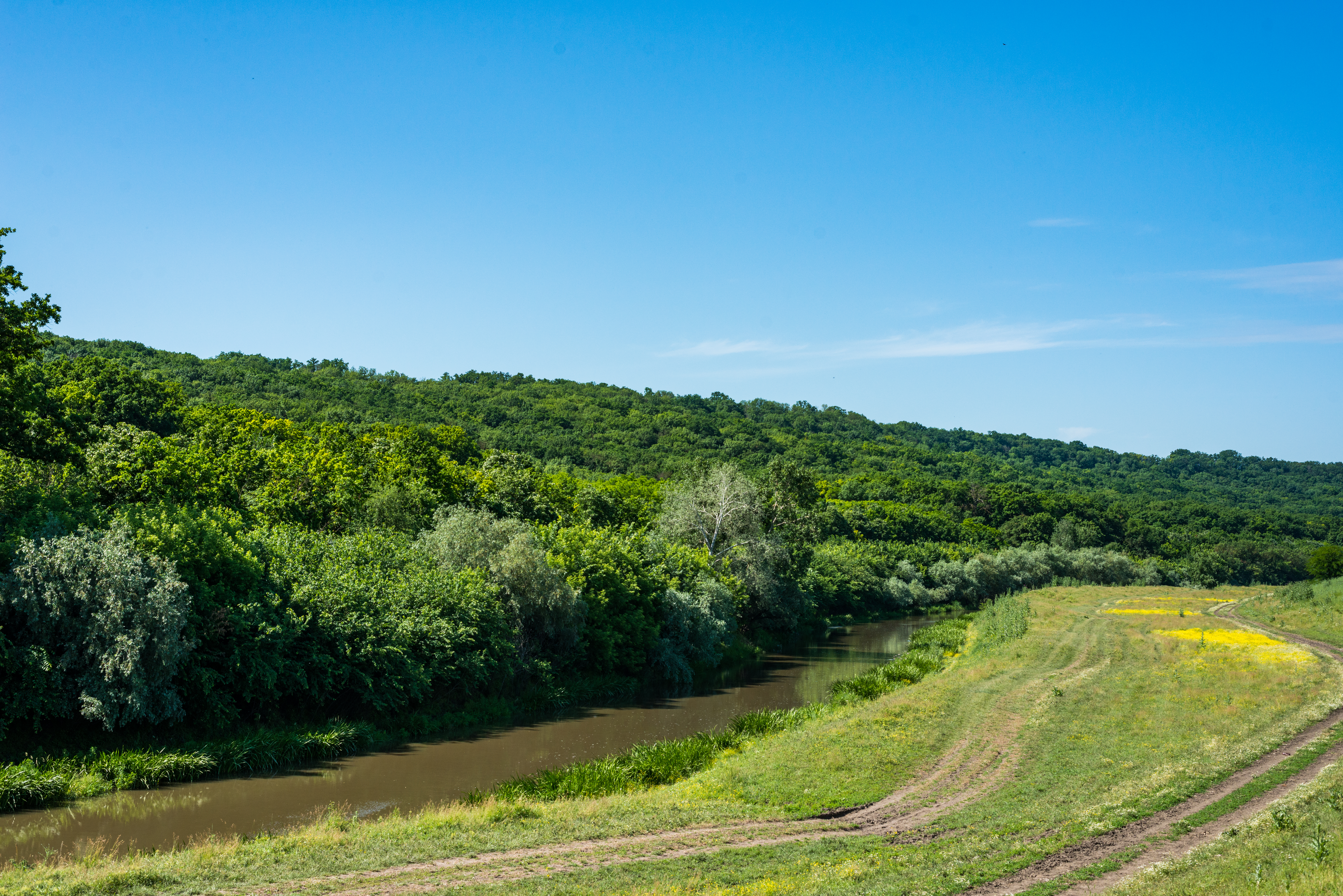
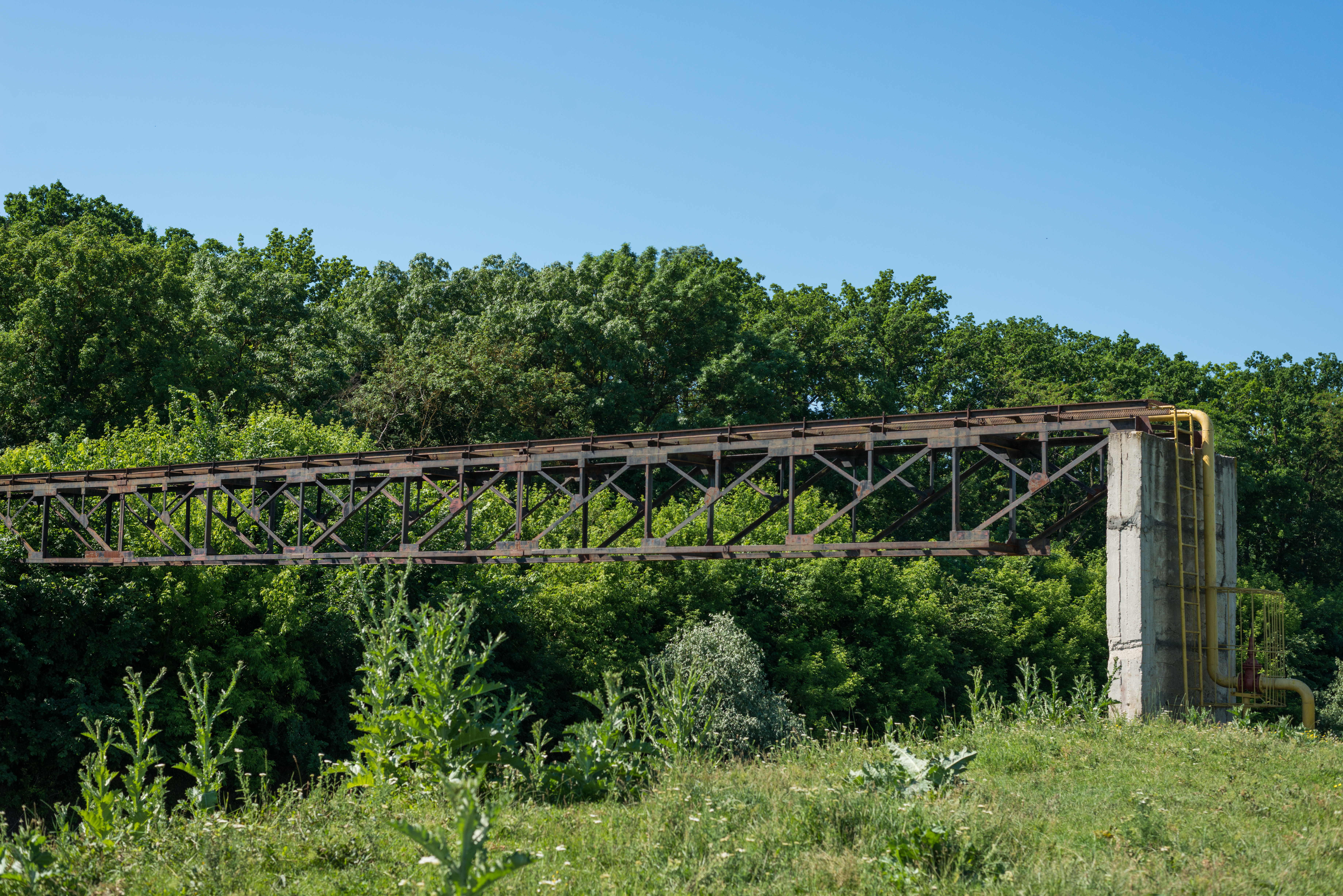

Zolonceni este o rezervație naturală silvică în raionul Criuleni, Republica Moldova. Este amplasată în ocolul silvic Criuleni, Zolonceni, parcela 24. Are o suprafață de 69 ha. Obiectul este administrat de Gospodăria Silvică de Stat Chișinău.